# Kolo času

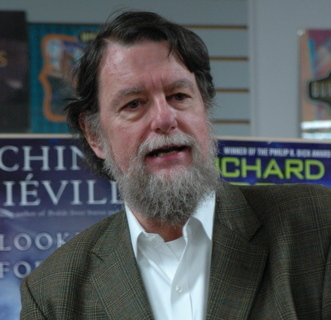
Robert Jordan, autor ságy

Kolo času (v anglickém originále Wheel of Time) je knižní fantasy sága amerického autora Roberta Jordana. Po jeho smrti v roce 2007 dopsal sérii americký spisovatel Brandon Sanderson (tři poslední díly). Celá série sestává celkem z 15 knih.
Série je označovaná jako epická fantasy série (případně high fantasy) s propracovaným dějem, desítkami postav, vlastním rozsáhlým fiktivním světem apod., která byla inspirovaná dílem J. R. R. Tolkiena.
V České republice vydávalo sérii nakladatelství Návrat. K roku 2021 byl posledním vydavatelem nakladatelství Fantom print.

## Knihy
Pozn.: u knih je uveden vždy pouze rok prvního amerického vydání.
1. Nové jaro (New Spring, 2004); prequel, který se odehrává 20 let před událostmi románu Oko světa
2. Oko světa (The Eye of the World, 1990)
3. Velké hledaní (The Great Hunt, 1990)
4. Drak znovuzrozený (The Dragon Reborn, 1991)
5. Stín se šíří (The Shadow Rising, 1992)
6. Oheň z nebes (The Fires of Heaven, 1993)
7. Pán chaosu (Lord of Chaos, 1994)
8. Koruna z mečů (A Crown of Swords, 1996)
9. Cesta nožů (The Path of Daggers, 1998)
10. Srdce zimy (Winter's Heart, 2000)
11. Křižovatka soumraku (Crossroads of Twilight, 2003)
12. Nůž snů (Knife of Dreams, 2005)
13. Bouře přichází (The Gathering Storm, 2009); posmrtně dopsal Brandon Sanderson
14. Věže půlnoci (Towers of Midnight, 2010); posmrtně dopsal Brandon Sanderson
15. Vzpomínka na světlo (A Memory of Light, 2013); posmrtně dopsal Brandon Sanderson

## Adaptace
V listopadu 2021 byla uvedena první série stejnojmenného amerického televizního seriálu z produkce Amazon Prime Video. Natáčení probíhalo z větší části v ČR, kde si produkční tým zřídil vlastní filmové studio Jordans Studios v Letňanech.